# Regno dei Serbi, Croati e Sloveni
Il Regno dei Serbi, Croati e Sloveni (in serbo-croato: Краљевина Срба, Хрвата и Словенаца, Kraljevina Srba, Hrvata i Slovenaca; in sloveno: Kraljevina Srbov, Hrvatov in Slovencev), abbreviato in Regno di SHS (Краљевина СХС, Kraljevina SHS), fu uno Stato dell'Europa, riconosciuto ufficialmente all'indomani della Conferenza di pace di Parigi del 1919, a conclusione della prima guerra mondiale, che durò fino alla creazione del Regno di Jugoslavia nel 1929.

## Storia

### Il contesto nei balcani prima della "Grande Guerra"
Prima dello scoppio della grande guerra, la penisola balcanica era suddivisa in sei grandi aree di influenza: i regni indipendenti di Serbia, Montenegro, Albania, Bulgaria, Romania, Grecia e l'Impero austro-ungarico.

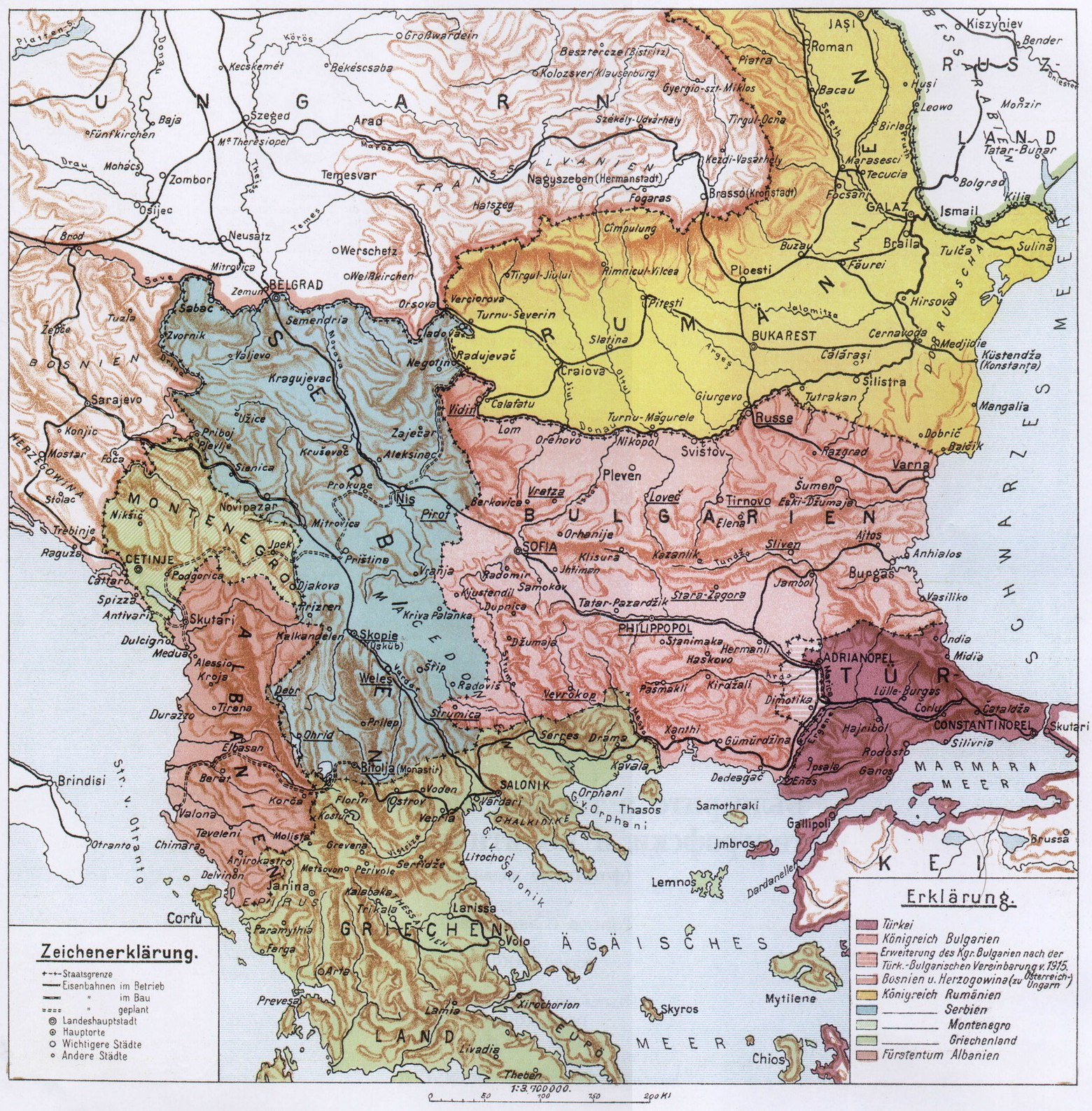
I Balcani prima della Grande Guerra.

L'Austria amministrava la Bosnia e l'Erzegovina, riunite in un'unica entità regionale, la Slovenia suddivisa tra il Litorale austriaco che comprendeva anche la città di Trieste, la regione della Carniola e la regione dell'Oltremura, sotto il controllo ungherese; la Croazia, suddivisa nel Regno di Croazia e Slavonia e nella regione della Dalmazia; e la Voivodina divisa tra regno di Croazia e quello d'Ungheria.
Dopo la conclusione delle Guerre balcaniche, nel 1913, il Regno di Serbia aveva annesso le regioni della Macedonia, del Kosovo e del Sangiaccato strappate all'Impero ottomano e al Regno di Bulgaria, e si presentava come la più importante potenza slava dei Balcani.
Il dominio asburgico sulle terre slave fu la causa scatenante della Prima guerra mondiale: il nazionalista serbo-bosniaco Gavrilo Princip uccise in un attentato nella città di Sarajevo l'erede al trono austriaco, l'arciduca Francesco Ferdinando d'Asburgo-Este per rivendicare l'indipendenza da Vienna. Il conflitto vide la sconfitta dell'Impero e la nascita di sommovimenti nazionali che miravano alla creazione di nuovi stati che comprendessero i popoli liberati dal suo dominio. Nei Balcani, nacque il Consiglio Nazionale degli Sloveni, Croati e Serbi che si prefiggeva l'unione dei popoli slavi governati dall'Austria in un'unica entità.

### La conferenza di pace di Parigi del 1919 e la costituzione

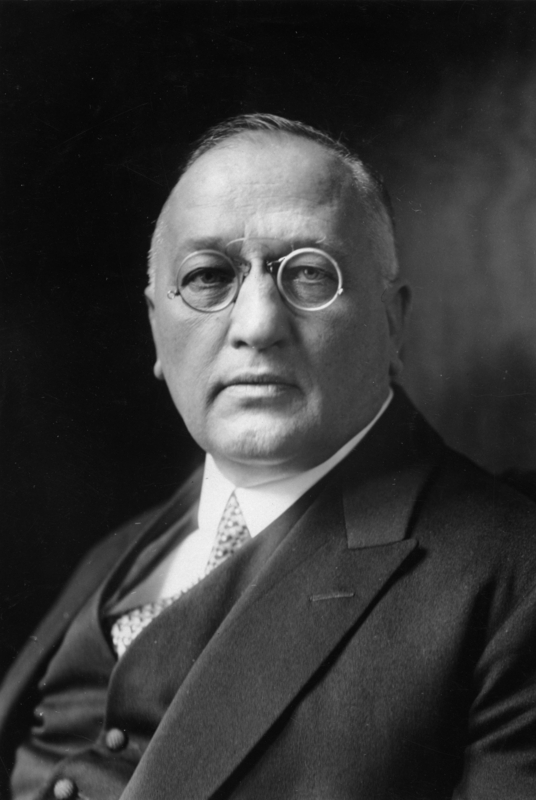
Anton Korošec.

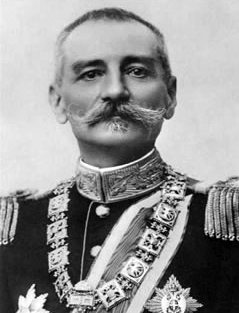
Re Pietro I.

Il gesuita sloveno Anton Korošec, il politico serbo Svetozar Pribićević e il medico croato Ante Pavelić diedero vita, il 29 ottobre 1918, allo Stato degli Sloveni, Croati e Serbi proclamando autonomamente l'indipendenza dei territori slavi dell'Impero austro-ungarico, e fissando la capitale a Zagabria.
Lo Stato comprendeva la Croazia-Slavonia, la Bosnia ed Erzegovina, l'entroterra sloveno, la penisola dell'Istria, parte della Venezia Giulia e la Dalmazia.
Nessuna nazione riconobbe l'indipendenza e la sovranità dello Stato slavo, se non la stessa Austria nell'ipotesi di una futura ricostituzione dell'impero su basi federali. Con l'abdicazione dell'imperatore Carlo I e la dissoluzione dell'Austria-Ungheria, lo Stato era debolissimo, senza appoggi esterni e con l'amministrazione tutta da costruire.
Il Consiglio nazionale si rivolse alla Serbia, spiegando che nella neonata nazione vigeva uno Stato di anarchia e chiedendo aiuto. Il 25 novembre 1918, l'amministrazione della Vojvodina che apparteneva al Regno di Croazia e Slavonia dichiarò la propria annessione al Regno di Serbia all'indomani della medesima dichiarazione fatta dal Comitato della Sirmia, ossia del territorio della Vojvodina appartenente al Regno d'Ungheria. Lo stesso 25 novembre il Consiglio Nazionale degli Sloveni, Croati e Serbi deliberò l'unione dello Stato degli Sloveni, Croati e Serbi con la Serbia; il 26 novembre lo fece l'Assemblea nazionale montenegrina con l'avallo del Re Nicola I.
Il 1º dicembre 1918, il principe ereditario di Serbia e reggente Alessandro Karađorđević dichiarò la nascita del Regno dei Serbi, Croati e Sloveni che comprendeva la Serbia, il Montenegro e lo Stato governato da Zagabria, posto sotto il trono di suo padre Re Pietro I.

### Gli scontri etnici e i contrasti politici

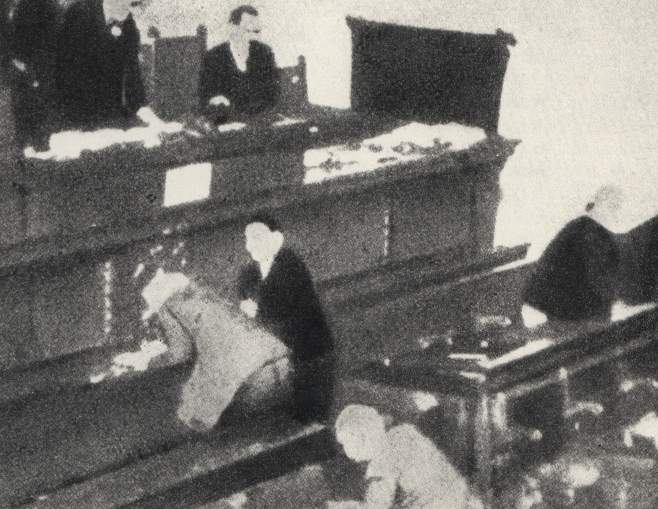
L'attentato al Parlamento

Il 27 ottobre 1921 re Alessandro I promulgò la legge con cui il territorio del Regno veniva suddiviso in 33 contee (oblasti, sg. oblast in serbo; anche informalmente županije, sg. županija in croato): questa ripartizione seguiva logiche geografiche, economiche e sociali. La Serbia fu ripartita in 14 contee, la Bosnia-Erzegovina in 6, la Croazia e la Vojvodina in 4, la Macedonia in 3, la Slovenia in 2 e il Montenegro fu considerato regione a sé stante. La politica del Governo continuava, però, ad essere fondamentalmente centralista, non lasciando grandi spazi decisionali alle autonomie locali.
Re Nicola I del Montenegro fu, nel 1918, un assertore dell'unione politica con Belgrado, ma quando si rese conto che avrebbe perduto la corona, si oppose alla sottomissione del nuovo Stato alla monarchia serba: per questo fu esiliato ad Antibes. I Croati, dapprima favorevoli all'unificazione, iniziarono fin dall'inizio a porsi all'opposizione dei Governi in carica: il Partito Rurale Croato boicottò le sedute dell'Assemblea costituente e quella della nuova Assemblea nazionale; il Partito Croato dei Diritti, combatté col suo leader Ante Pavelić contro l'esistenza stessa del Regno, anche con atti di terrorismo eseguiti da affiliati al movimento degli Ustascia. In più, i politici croati cercavano di ostacolare gli accordi con l'Italia per la spartizione delle terre istriano-dalmate. In Macedonia operava l'Organizzazione Rivoluzionaria Interna che mirava a mettere in discussione la frontiera con la Bulgaria e, quindi, l'annessione Bulgara della Macedonia.
Il piano politico fu quello in cui si manifestarono le differenze etniche, le spinte autonomiste e le rivendicazioni territoriali. Stjepan Radić, capo del Partito Rurale Croato, fu arrestato nel 1924 per le sue campagne antiunitarie, fu liberato nel 1925 e formò un'alleanza col radicale serbo Nikola Pašić di cui divenne ministro per, poi, abbandonare la maggioranza nel 1927. Nel 1928 si unì a Svetozar Pribićević, membro del Partito Indipendente Democratico di ispirazione antiautonomista, per una fortissima battaglia per rimettere in discussione i trattati con l'Italia. Il 20 giugno 1928, un membro della maggioranza di governo, il deputato montenegrino Puniša Račić, sparò durante una seduta dell'Assemblea nazionale a Radić, a suo fratello Pavle e ad altri tre membri del partito croato: Đuro Basariček, Ivan Pernar, e Ivan Granđa. L'episodio ebbe come conseguenza grandi manifestazioni soprattutto in Croazia e l'abbandono del Parlamento da parte delle opposizioni.

### La dittatura del 6 gennaio e la fine
L'omicidio dei deputati provocò una grande crisi politica. I deputati croati si riunirono a Zagabria e rimisero in discussione l'adesione al Regno, chiedendo che i negoziati per l'unificazione ripartissero da zero e pretesero nuove elezioni. Il monarca Alessandro Karađorđević, non potendo porre fine in maniera democratica né ai sommovimenti nazionalisti né alla crisi istituzionale, il 6 gennaio del 1929 sospese la Costituzione e instaurò una dittatura personale. Visto il fallimento delle politiche basate sulla coesistenza dei diversi gruppi nazionali all'interno dell'amministrazione, cambiò il nome dello Stato in Regno di Jugoslavia iniziò una serie di riforme che miravano ad eliminare ogni riferimento etnico e culturale.

## L'ordinamento giuridico

### Assemblea costituente
Il sistema elettorale scelto per l'elezione dell'Assemblea costituente fu quello proporzionale basato sul metodo D'Hondt che favorì i grandi partiti e quelli a spiccato carattere regionale. L'Assemblea venne eletta a suffragio universale maschile: le elezioni si tennero il 28 novembre 1920, e premiarono il Partito Radicale e quello Democratico. Questi due partiti non ebbero un grande seguito nelle regioni sottratte all'Impero asburgico poiché avevano governato in maniera centralista: in particolare il Partito Radicale si era presentato in campagna elettorale come partito serbo.
Buoni risultati furono ottenuti anche dal Partito Rurale Croato e da quello Comunista. Radicali e democratici si allearono ed inserirono nella compagine anche l'Organizzazione Musulmana bosniaca. Il Governo fu affidato a Nikola Pašić. I contadini croati, rifiutandosi di prestare giuramento al re, non sedettero nell'assemblea, e così fecero anche altri partiti minori dell'opposizione.
Poiché la Costituzione sarebbe entrata in vigore se avesse ricevuto il 50% più uno dei voti a prescindere dalle presenze in Assemblea, fu approvata con la maggioranza di 223 voti contro 35 e con 158 deputati assenti.

### La Costituzione di San Vito
La Costituzione entrò in vigore il 28 giugno 1921, il giorno di San Vito (Vidovdan in Serbo), data tradizionalmente molto cara al popolo serbo, e da questa prese il nome di Vidovdanski ustav (Видовдански устав). Fu sancita la creazione di una monarchia costituzionale, parlamentare ed ereditaria, e di uno Stato con tre nomi, un'unica bandiera, un unico stemma e un'unica lingua (chiamata "serbo-croato-sloveno").
La Costituzione stabilì la divisione dei poteri dello Stato: quello legislativo apparteneva al Parlamento monocamerale (Assemblea nazionale, Narodna skupština / Народна скупштина) eletto a suffragio universale maschile da chi avesse più di 21 anni, quello esecutivo al Governo e quello giudiziario alla Magistratura. Il re, però, condivideva con l'Assemblea nazionale il potere legislativo e poteva convocare speciali assemblee del Parlamento, aveva il potere di nominare il capo del Governo e i ministri che ricevevano, successivamente, la fiducia dell'Assemblea; la giustizia, amministrata dalle Corti, lo era in nome del re. Lo Stato fu suddiviso in contee (oblasti), circondari (okruzi), distretti (kotari/srezovi) e comuni (općine/opštine) che avevano un proprio consiglio e una propria assemblea. La vigilanza statale sull'attività amministrativa decentrata era assicurata dai Prefetti delle contee (veliki župani), nominati dal sovrano.
La Costituzione abolì la servitù della gleba e il latifondo, diede ai cittadini libertà di parola, di stampa, di culto e di associazione. Stabilì l'uguaglianza dei sudditi senza differenza di etnia o di religione, garantì la sanità e l'istruzione gratuite. La libertà di stampa e di parola, però, erano, attenuate nei casi di lesa maestà o di atti contro lo Stato.

## Relazioni internazionali
Dopo la caduta dell'Impero ottomano il Regno di Serbia aveva iniziato a giocare un ruolo importante nella politica di indipendenza delle popolazioni slave del sud, come quelle in Macedonia settentrionale, il Kosovo e il Sangiaccato. Il Regno Unito e la Francia avevano promesso ai sovrani serbi un ampliamento territoriale se avessero combattuto contro l'Austria. Terminato il conflitto mondiale, la Serbia si presentava come stato vincitore ed era pronta a sedersi al tavolo delle trattative post belliche per ricevere i territori promessi.
La proclamazione del Regno unitario degli Slavi del sud aveva ingrandito i possedimenti della corona serba, ma mancava ancora la definizione della sovranità sulla zona dell'Istria, della Venezia Giulia e della Dalmazia su cui anche il Regno d'Italia era interessato all'annessione.

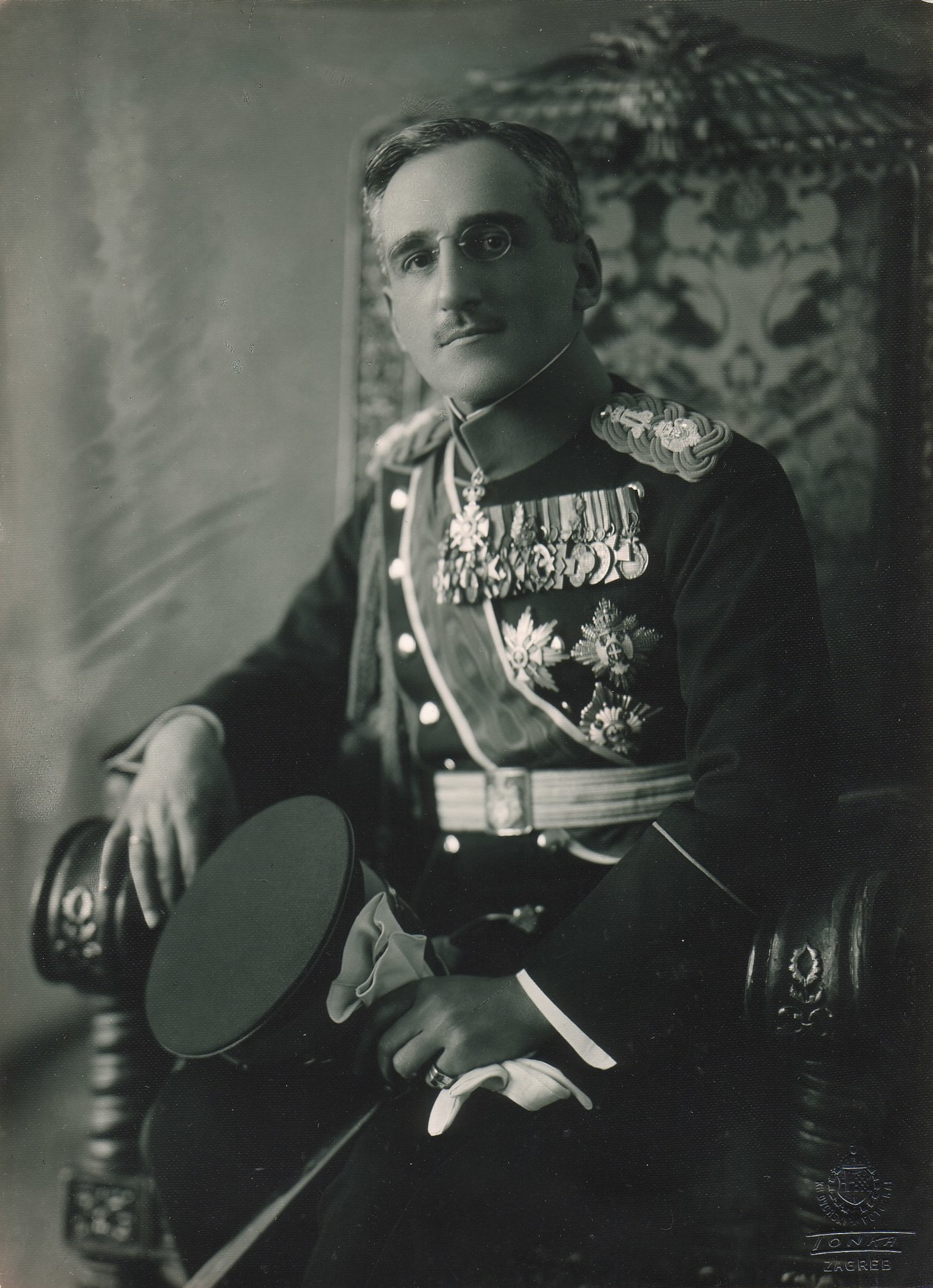
Alessandro I di Serbia

### Le tensioni col Regno d'Italia
La stipulazione del Patto di Londra aveva di fatto sancito l'entrata in guerra dell'Italia in cambio del riconoscimento della propria sovranità, tra l'altro, sulla penisola istriana e sulla Dalmazia. La conferenza di pace di Parigi non risolse il problema, e le due nazioni continuarono a contendersi i territori che Francia e Gran Bretagna avevano, in tempi diversi, promesso ad entrambe. Le rivendicazioni su Istria e Dalmazia erano state uno dei motivi che spinsero lo Stato degli Sloveni, Croati e Serbi a decidere per l'unione con Belgrado.

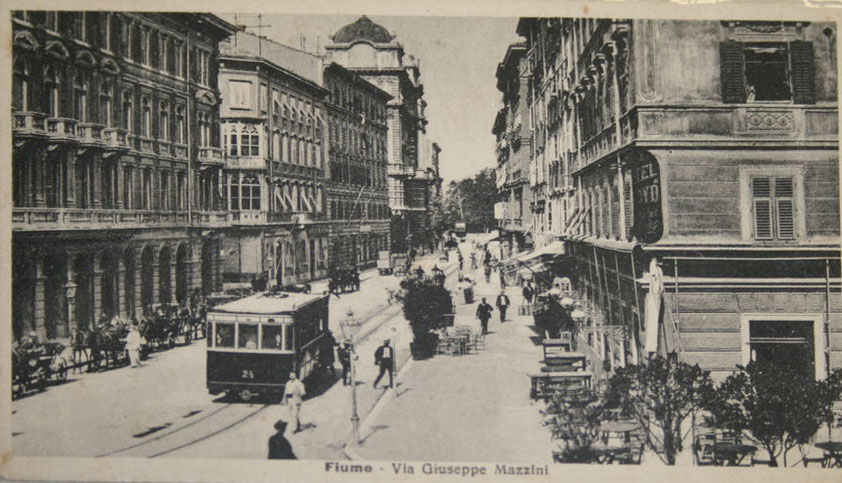
Veduta di Fiume negli anni 1930.

Il 12 novembre 1920, Giovanni Giolitti per l'Italia e Milenko Vesnić per il Regno dei Serbi, Croati e Sloveni firmarono a Rapallo un'intesa, secondo cui all'Italia venivano assegnate Trieste, l'entroterra di Gorizia, alcune zone della Carniola (Idria, Postumia e Bisterza), quasi tutta l'Istria (tranne la regione di Castua), alcune isole dalmate (Pelagosa, Lagosta e Cazza) e la città di Zara, mentre il nuovo regno annetteva la Dalmazia; in più fu creato lo Stato libero di Fiume. Il 27 gennaio 1924, il governo italiano e quello serbo-croato-sloveno siglarono il trattato di Roma che annetteva all'Italia la città di Fiume e una striscia di terra costiera fino al confine con la provincia di Pola, e al regno slavo i territori circostanti la cittadina e il delta del fiume Eneo.

### La Piccola Intesa
Il 14 agosto 1920, il reggente Alessandro siglò un trattato di collaborazione con la Cecoslovacchia al quale si aggiunse, l'anno successivo, il Regno di Romania, per creare un'alleanza a tre, nota come Piccola Intesa, che frenasse le spinte irredentiste dell'Ungheria alla quale, dopo la guerra, erano stati sottratti numerosi territori. Il governo francese appoggiò l'alleanza. Il 16 agosto 1921, il Re Pietro I morì, e Alessandro assunse la corona; nel 1922, re Alessandro I sposò Maria, la figlia del sovrano rumeno Ferdinando, rinsaldando ancor di più l'amicizia tra i due Paesi e con la corona britannica con cui Maria era imparentata. Infine, un patto con la Francia fu ufficialmente siglato nel 1927.

## Politica interna

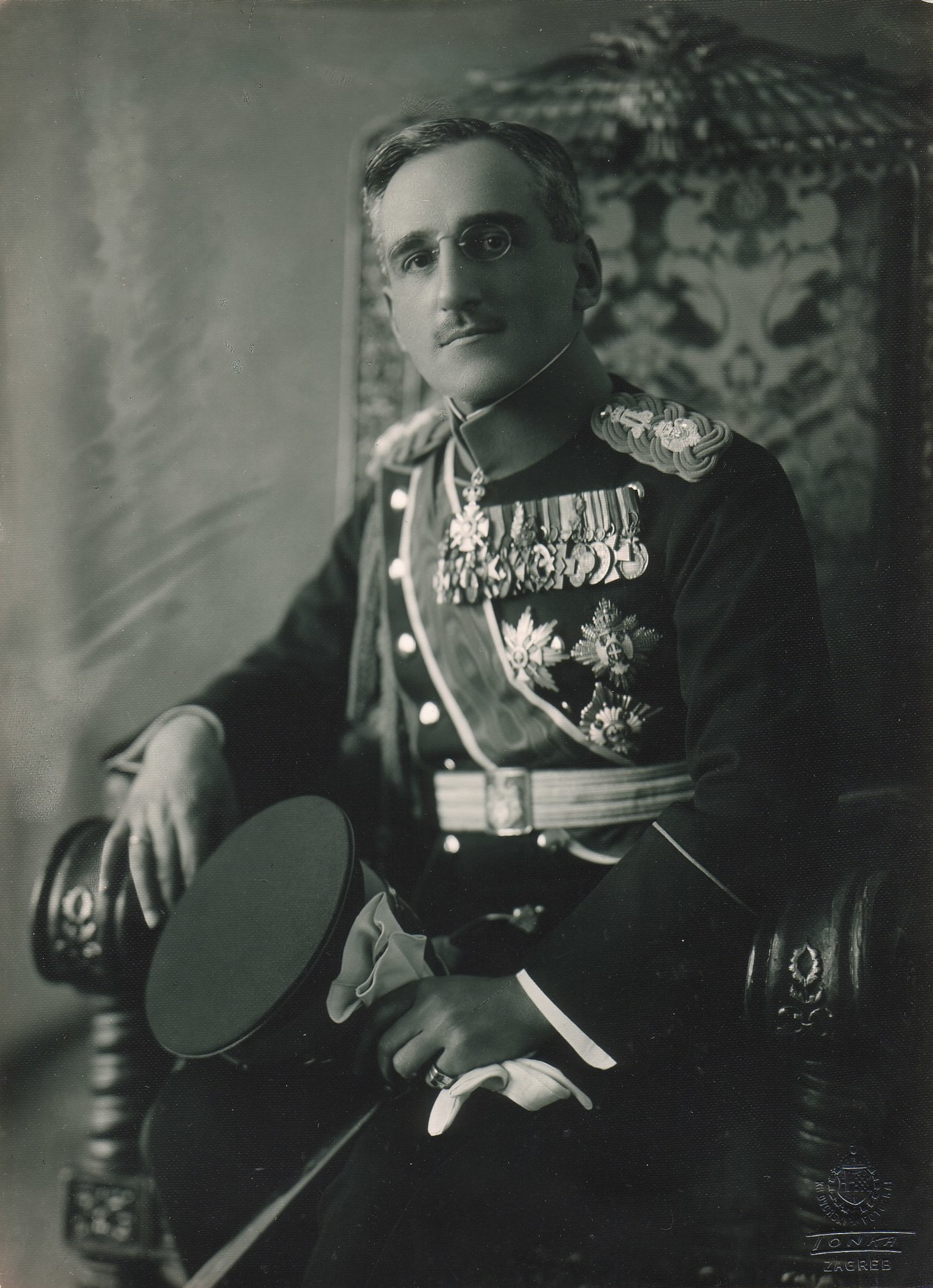
Re Alessandro I

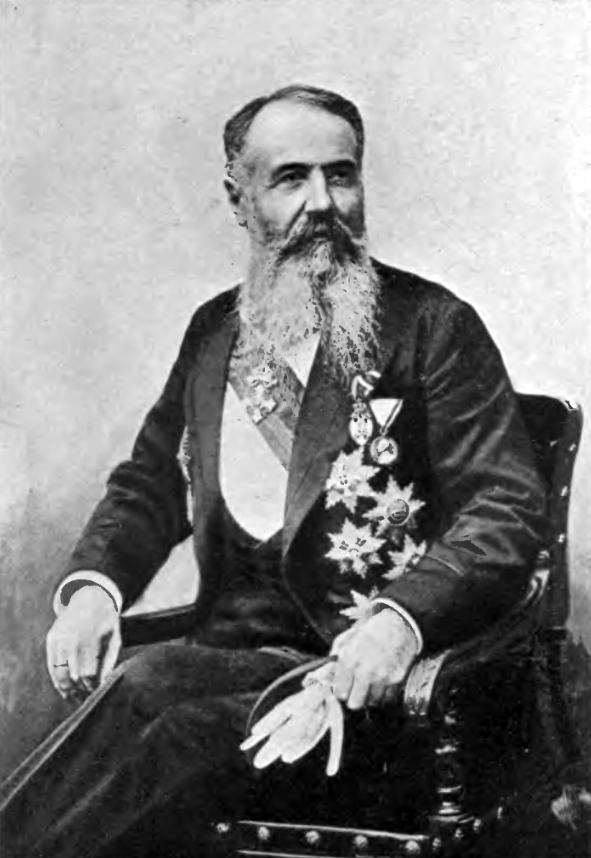
Nikola Pašić

La Costituzione

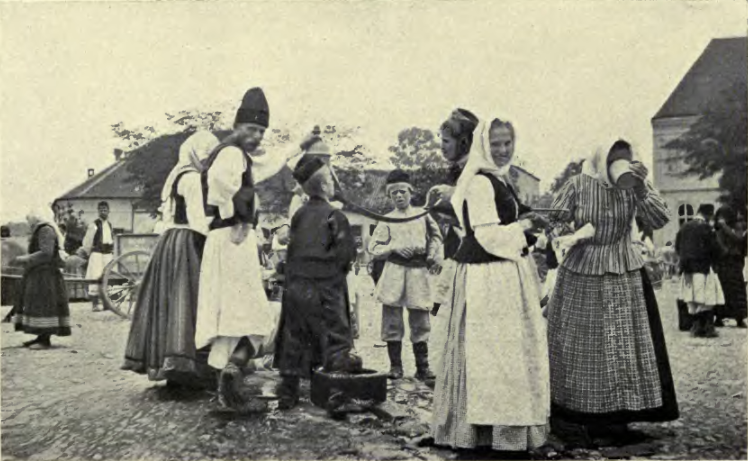
Contadini serbi

Quando il Comitato nazionale dello Stato degli Sloveni, Croati e Serbi si accordò col reggente Alessandro per un'unione col Regno di Serbia, la più importante richiesta per la creazione di una nazione degli Slavi del sud fu che essa si basasse su un governo decentrato che desse ampie autonomie alle differenti etnie. Nonostante le rassicurazioni da parte serba, il Regno dei Serbi, Croati e Sloveni si andò via via strutturando come un'entità fortemente centralizzata.
Oltre a ciò, gli accordi prevedevano che il primo capo del governo avrebbe dovuto essere Nikola Pašić, rappresentante del Partito Radicale, ma il reggente si rifiutò di affidargli l'esecutivo; dopo un periodo di crisi, il 20 dicembre 1918, fu nominato primo ministro il radicale Stojan Protić.
Venne istituita una sorta di Parlamento, chiamato "Rappresentanza Provvisoria", formata da delegazioni dei vari corpi amministrativi preesistenti all'unificazione, che non riuscì praticamente a legiferare a causa del boicottaggio delle opposizioni contrarie alle politiche centraliste del Governo guidato da Ljubomir Davidović succeduto a Protić nel 1919.
Senza maggioranza parlamentare, Davidović governò per decreti, ma si dimise poco dopo per essere sostituito nuovamente da Protić che governò anch'egli senza maggioranza fin quando subentrò Milenko Vesnić che portò il Paese alle elezioni per l'Assemblea costituente.

### Riforma agraria e politiche sociali
L'abolizione del latifondo prevedeva che le terre sottratte ai grandi proprietari terrieri fossero distribuite direttamente ai contadini. Nel Regno, però, non tutti i latifondi erano coltivati, né in quelli che lo erano, le piantagioni si estendevano a tutta la loro superficie. Re Alessandro promosse la colonizzazione delle terre sottratte al latifondo da parte degli agricoltori ai quali venne riconosciuta la sospensione del pagamento delle imposte per tre anni. Furono molti coloro che, spinti dalla prospettiva di lavoro, migrarono dalle terre d'origine verso i nuovi poderi: questo fenomeno interessò soprattutto la popolazione serba che si spostò nelle diverse altre regioni dello Stato, andando a stabilirsi in terre abitate da popolazioni di altre etnie, ma accadde anche che Croati, Bosniaci o Sloveni si spostassero in zone a predominanza etnica differente: questo avrebbe dovuto favorire l'unione tra le diverse culture del Paese, mentre, in realtà, acuì le diffidenze interetniche.
La sanità e l'istruzione erano state inserite nella Costituzione come garantite e gratuite. Un forte impulso alle politiche sociali venne dalla regina Maria che, vivendo a stretto contatto con la servitù della tenuta reale di campagna e con i suoi contadini, notò che il popolo meno abbiente necessitava di un'attenzione particolare da parte dello Stato. Furono varate leggi per la costituzione di scuole rurali dove fosse impartita l'educazione ai figli dei braccianti e alle ragazze alle quali venivano insegnate soprattutto materie legate all'economia domestica. La regina Maria creò fondazioni benefiche per il sostegno alle classi povere e promosse campagne di vaccinazione e di profilassi per le malattie dell'infanzia.

### Politica economica

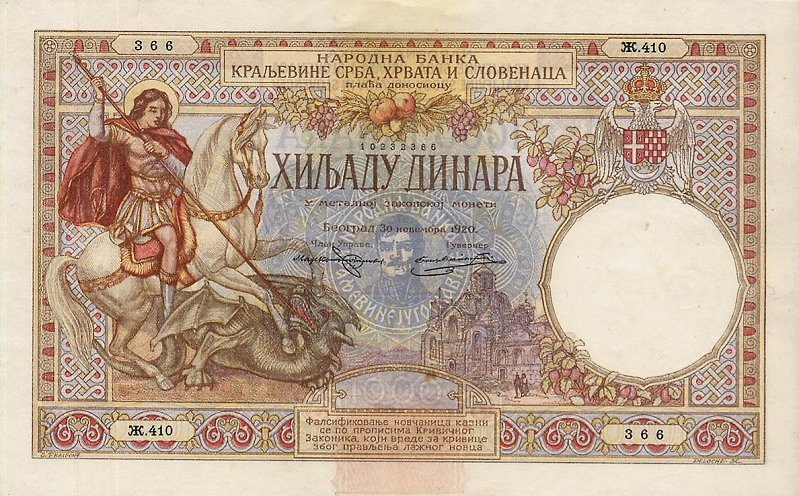
Banconota da 1000 Dinari

La riforma agraria fu la principale iniziativa che il governo assunse in fatto di economia. La penisola balcanica era stata dominata per secoli da potenze straniere che non avevano mai favorito lo sviluppo di un sistema produttivo autonomo. Anche se la Serbia si era resa indipendente a metà del XIX secolo, non aveva mai intrapreso una politica di sviluppo industriale nazionale. Il Regno dei Serbi, Croati e Sloveni continuava ad essere un paese essenzialmente agricolo, ma la frammentazione del latifondo aveva dato origine a numerosi piccoli poderi familiari non collegati tra loro e arretrati in quanto ad attrezzature. Il paese produceva diverse materie prime, particolarmente il carbone, ma la maggior parte di queste veniva venduta senza che fosse trasformata in prodotto finito, per cui l'industria si limitava quasi solamente all'attività estrattiva. In più la maggior parte delle fabbriche apparteneva a compagnie o a privati stranieri, con la conseguenza che non si venne mai a creare una classe borghese autoctona che tenesse in piedi l'economia.

## Forze armate
Le forze armate del Regno erano costituite da:
- Kraljevska jugoslavenska vojska -'Reale esercito jugoslavo.
- Jugoslovensko kraljevsko ratno vazduhoplovstvo i pomorska avijacija - Reale aeronautica militare jugoslava ed aviazione navale.
- Jugoslovenska kraljevska ratna mornarica - Reale marina militare jugoslava.

## Etnie
I dati si riferiscono al censimento 1921:
- Serbo-Croati: 8.911.509 (74,36%)

Serbi (sono inclusi anche i Montenegrini e i Macedoni) - 44,57%
Croati - 23,5%
Musulmani (Bosgnacchi) - 6,29%
- Sloveni: 1.019.997 (8,51%)
- Tedeschi: 505.790 (4,22%)
- Ungheresi: 467.658 (3,9%)
- Albanesi: 439.657 (3,67%)
- Romeni: 231.068 (1,93%)
- Turchi: 150.322 (1,25%)
- Cechi: 115.532 (0,96%)
- Ruteni (Ucraini): 25.615 (0,21%)
- Russi: 20.568 (0,17%)
- Polacchi: 14.764 (0,12%)
- Italiani: 12.553 (0,11%)
- Altri (Rom, Bulgari...): 69.878 (0,58%)

## Gruppi religiosi
- Cristiani
  - Ortodossi - 5.600.000
  - Cattolici - 4.700.000
  - Protestanti - 200.000
- Musulmani- 1.300.000
- Ebrei - 65.000